# Teatro de la Estación
El Teatro de la Estación és l'única sala privada amb una programació estable de Saragossa, (Aragó). Nascuda com a projecte el 1995 i oberta al públic des del mes de juny de 1996, té una capacitat de 140 localitats. La gestiona una companyia resident, Tranvía Teatro. Disposa d'una espai per a la pedagogia teatral, una aula d'assaigs i una biblioteca teatral.